# الأفضل بن صلاح الدين
أَبُو الْحَسَنِ عَلِيُّ بْنُ يُوسُفَ صَلَاحِ الدِّينِ بْنِ أَيُّوبَ بْنِ شَاذِي الدُّوَيْنِيُّ التِّكْرِيتِيُّ ملك دمشق الملقب بالْمَلِكُ الْأَفْضَلُ ابن السلطان صلاح الدين يوسف بن أيوب، (1160 - 1196) أحد ملوك الدولة الأيوبية بدمشق. ورث دمشق بوصفه الابن الأكبر لصلاح الدين، لكن ذلك لم يأتِ دون صعوبات، إذ واجه فورًا صراعات داخلية مع إخوته وأعمامه على تقسيم إرث السلطنة الأيوبية. 

## النشأة
ولد بالقاهرة سنة ست وستين وخمسمائة (566هـ) ، سمع من الإمام أبى الطاهر إسماعيل بن مكى بن عوف الزهرى ومن العلامة أبى محمد عبد الله بن برى النحوى، وأجاز له من علماء سوريا أبو الحسين أحمد بن حمزة بن علي السلمي، وأبو عبد الله محمد بن على بن صدقة الحراني، وغيرهما من العلماء بدمشق والشام، وأجاز له أبو القاسم هبة الله بن علي بن مسعود، وأبو عبد الله محمد بن أحمد بن حامد، وغيرهم وكان يكتب خطًا حسنًا، واجمتعت فيه فضائل.

## حكم دمشق
كان علي أكبر أولاد صلاح الدين وإليه كانت ولاية عهده، فلما توفى والده صلاح الدين الايوبي بدمشق , استقل الملك الأفضل بمملكة دمشق من بعده بالديار الشامية ، واستقل أخوه الملك العزيز عماد الدين عثمان بالديار المصرية، وبقى الملك الظاهر أخوهما ملك حلب ثم إن الملك الأفضل جرت له مع أخيه وقائع يطول شرحها. وآخر الأمر أن العزيز والملك العادل عمه حاصرا دمشق، وأخذاها من الأفضل وأعطاه صرخد وهي مدينة في جنوب سورية، فمضى إليها وأقام بها قليلاً ، فمات العزيز بمصر وتولى ولده الملك المنصور محمد وكان صغيرًا، فطُلِبَ الملك الأفضل من صرخد في الشام جنوب دمشق ليكون أتابكه في سنة 595 هـ. ثم إن الملك العادل سيطر على الديار المصرية وأخذها، ودفع للملك للأفضل عدة بلاد بالمشرق، فمضى إليها، فلم يحصل له سوى سميساط فأقام بها ، ولم يزل بها إلى أن مات.

## تشيعه
يُستدل من بعض أبيات الشعر المنسوبة إلى الملك الأفضل علي بن صلاح الدين الأيوبي على ميوله المذهبية الشيعية. وقد أشار إلى ذلك السيد محسن الأمين في أعيان الشيعة بقوله: «وهي مشهورة رواها عامة المؤرخين مع جوابها». وتظهر هذه الميول بوضوح في أبيات أرسلها لعمه أبي بكر، يقول فيها: 
ومعنى البيت كما فُسِّر هو أن جَورَ عمّه أبي بكر عليه ليس جديدًا، بل هو امتداد لما حصل سابقًا من جَور أبي بكر على علي بن أبي طالب، وفيه إشارة صريحة لاعتقاد القائل بغَصب الخلافة من علي بن أبي طالب.
كما كتب الملك الأفضل قصيدة أخرى وجّهها إلى الناصر العباسي (أحمد بن المستضيء) المعروف بتشيّعه، يطلب فيها النصرة على عمّه أبي بكر وأخيه عثمان اللذين استوليا على دمشق، قال فيها:
وتشير هذه الأبيات إلى أن عمَّه وأخاه قد خالفا عهد والدهما صلاح الدين الذي ولاه عليهما، ونقضا بيعته، رغم إقرارهما بها من قبل، وعبّر عن ذلك بمقارنة مصيره بمصير علي بن أبي طالب، الذي يقول إنه لاقى نفس المصير على يد أبي بكر وعثمان الأولين.
وقد أجابه الناصر العباسي بقصيدة مؤيدة، جاء فيها:
وقد أورد بهاء الدين اسفنديار في تاريخ طبرستان بيتين إضافيين نسبهما إلى الملك الأفضل:
وتدل هذه الأبيات جميعها على موقف صريح من الخلافة، يرفض شرعية أبي بكر وعثمان، ويعد خلافتهما اغتصابًا لحق علي بن أبي طالب.

## وفاته
توفى بسُمَيساط سنة اثنتين وعشرين وستمائة (622 هـ) فجأة.